# リーマ

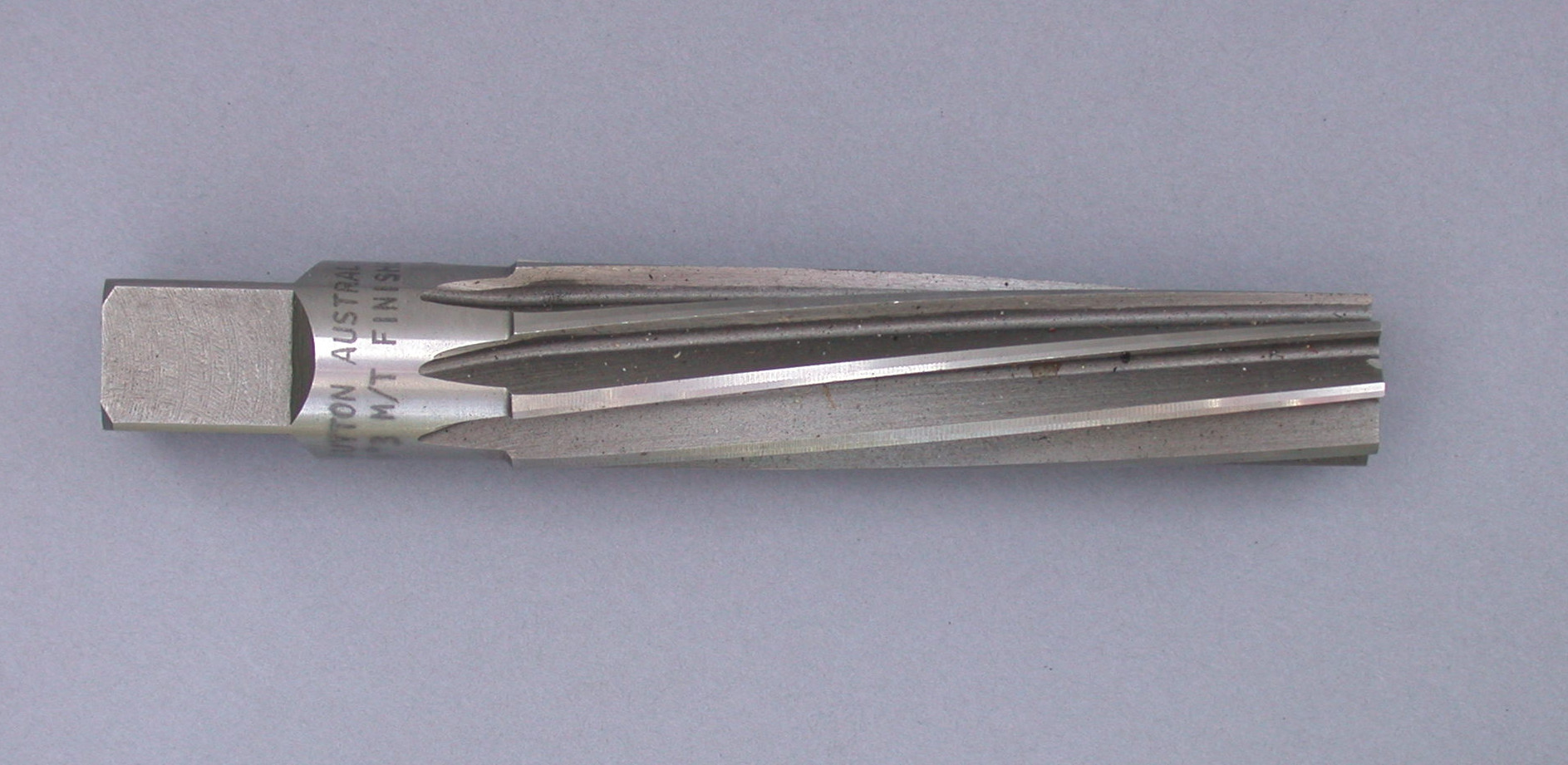
モールステーパ加工用リーマ

リーマ（英: reamer）は、金属加工に使われる回転切削工具の一種で、ドリルなどで空けられた穴の径を拡げ寸法、面粗度、幾何公差を整えるための工具であり、リーマ自身では穴開け加工はできない仕上げ用工具である。形状は円筒形または紡錘形の本体に何本かの刃（ウィング）がついており、刃の形状は直線状のものとドリルのような螺旋状のものがある。手工具として使用するハンドリーマと、フライス盤やドリルプレスなどの工作機械で使用するマシンリーマがある。
用途により荒削り用、仕上げ用などがある。紡錘形のものは広い範囲の穴のサイズに適合する反面、紡錘形の影響を受け穴が紡錘形になる。それに対して、円筒形のものは穴も円筒形になるがそのままではサイズが固定されるため太さが可変になっているものもある。

## リーマの種類

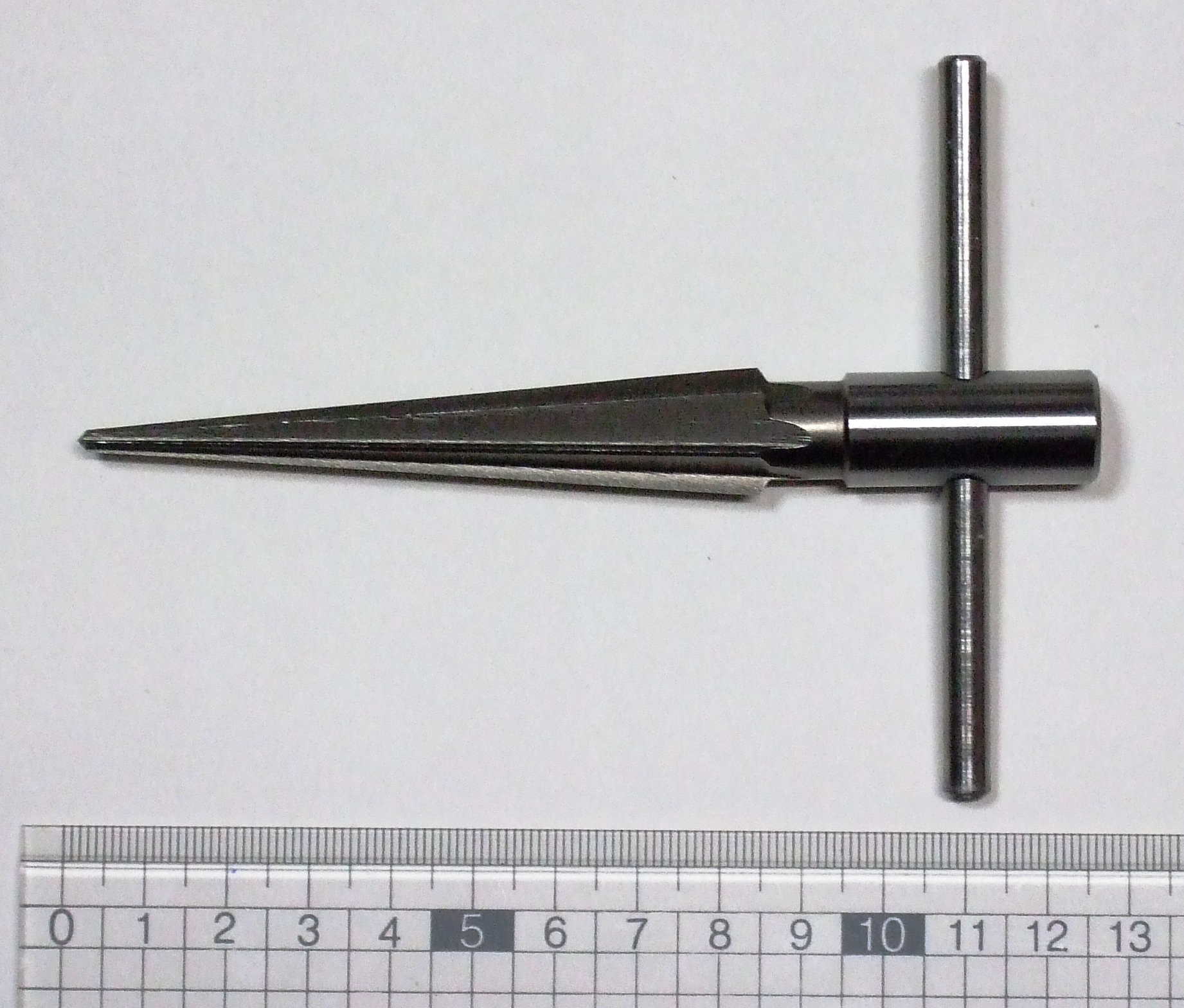
ハンドテーパリーマ。柄を取り付けたところ。（K-442。適用サイズ：⌀3～16 mm。ホーザン株式会社製）

リーマの種類は、JIS B0173 によって規定・分類される。

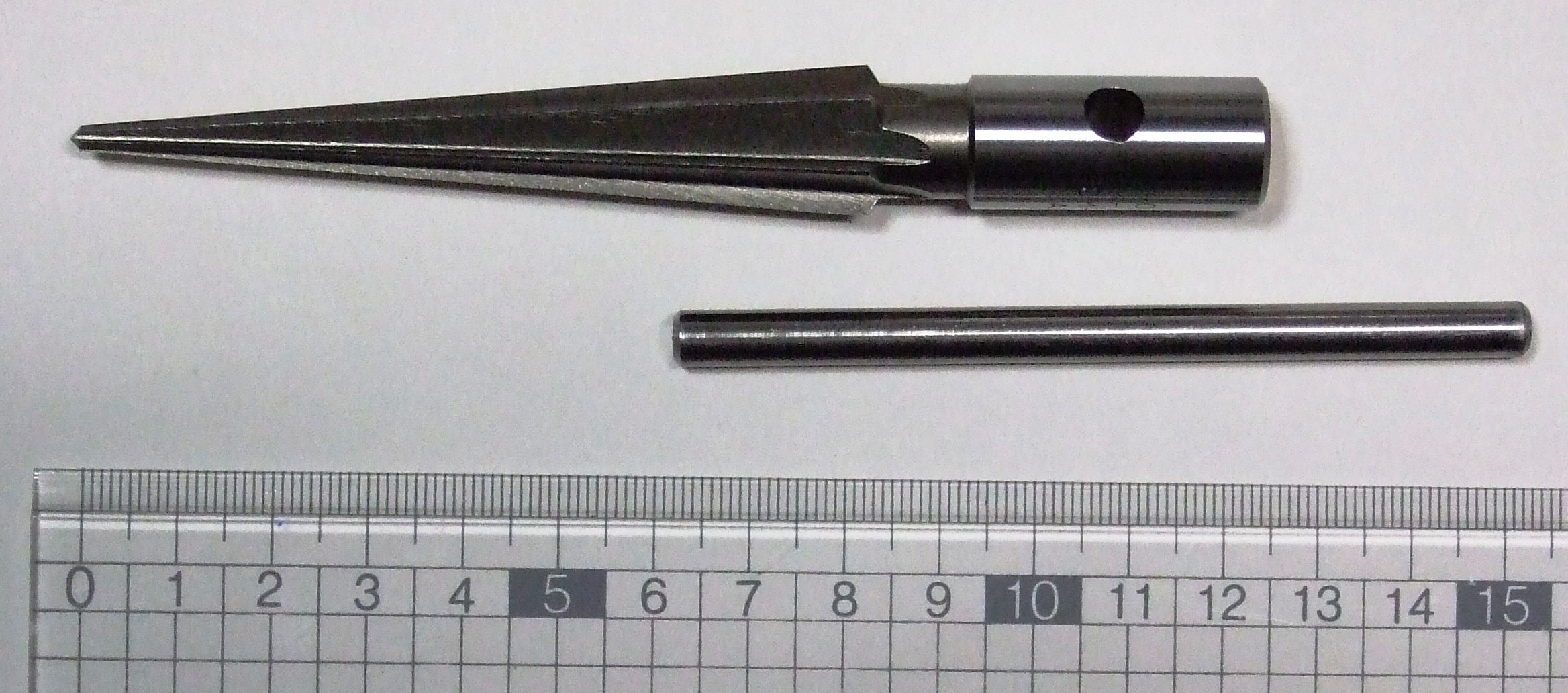
ハンドテーパリーマ。柄を取り外したところ。（K-442。適用サイズ：⌀3～16 mm。ホーザン株式会社製）

### 刃部材料および表面処理による分類
＊括弧内の英語の名称は参考。
- 合金工具鋼リーマ（英: Alloy tool steel reamer）
- 高速度工具鋼リーマ（英: high speed steel reamer）
- 超硬合金リーマ（英: carbide reamer）
- サーメットリーマ（英: cermet reamer）
- ダイヤモンドリーマ（英: diamond reamer）
- 表面処理リーマ（英: surface-treated reamer）
- コーティングリーマ（英: coated reamer）

### 構造による分類
- むくリーマ（英: solid reamer）
- 溶接リーマ（英: welded reamer）
- ロウ付けリーマ（英: brazed reamer）
- 先むくリーマ（英: weldedtop solid reamer）
- 差込みリーマ（英: insert mounted reamer）
- 組み立てリーマ（英: constructed reamer）
- 植刃リーマ（英: inserted reamer）
- スローアウェイリーマ（英: throw-away reamer）

### 取付方法による分類
- ストレートシャンクリーマ（英: cylindrical shank reamer）
- テーパシャンクリーマ（英: taper shank reamer）
- ストレートボアリーマ（英: cylindrical bore reamer）
- テーパボアリーマ（英: taper bore reamer）

### 機能または用途による分類
- 手回し作業用リーマ（英: hand-working reamer）
- 機械作業用リーマ（英: machine-working reamer）
- ハンドリーマ（英: hand reamer）
- チャッキングリーマ（英: chucking reamer）
- マシンリーマ（英: machine reamer）
- ジョバースリーマ（英: jobber's reamer）
- ローズリーマ（英: rose reamer）
- 底刃付きリーマ（英: end cutting reamer）
- ブリッジリーマ（英: bridge reamer）
- テーパリーマ（英: taper reamer）
- モールステーパリーマ（英: Morse taper reamer）
- テーパピンリーマ（英: taper pin reamer）
- パイプリーマ（英: taper pipe reamer）
- スタブリーマ（英: stub screw machine reamer）
- デバーリングリーマ（英: de-buring reamer）
- エキスパンションリーマ（英: expansion reamer）
- シェルリーマ（英: shell reamer）
- エキスパンションシェルリーマ（英: expansion shell reamer）
- パイロット付きリーマ（英: reamer with pilot）
- ガイド付きリーマ（英: reamer with guide）
- ラインリーマ（英: line reamer）
- ガンリーマ
- 複溝ドリルリーマ（英: sub-land combined drill and reamer）
- 不等分割リーマ（英: unequal spacing reamer）
- ブロックリーマ（英: block reamer）
- フローティングリーマ（英: floating reamer）

## パイプリーマ
また、工具ではないがパイプ喫煙に際して喫煙用パイプの火皿内部に付着した脂や煤・灰などの塊を除去するための専用器具として「パイプリーマ」と呼ばれるものもある。